# Аначево
Аначево (баш. Әнәс) — деревня в Илишевском районе Республики Башкортостан Российской Федерации. Входит в состав Андреевского сельсовета.

## География

### Географическое положение
Находится на берегу реки Белой.
Расстояние до:
- районного центра (Верхнеяркеево): 32 км,
- центра сельсовета (Андреевка): 2 км,
- ближайшей ж/д станции (Буздяк): 139 км.

## Население
| 2002 | 2009 | 2010 |
| ---- | ---- | ---- |
| 330  | ↗338 | ↘324 |

Национальный состав
Согласно переписи 2002 года, преобладающая национальность — марийцы (91 %).